# 826-й ближнебомбардировочный авиационный полк
826-й ближнебомбардировочный авиационный полк — авиационная воинская часть ВВС РККА бомбардировочной авиации, принимавшая участие в Великой Отечественной войне.

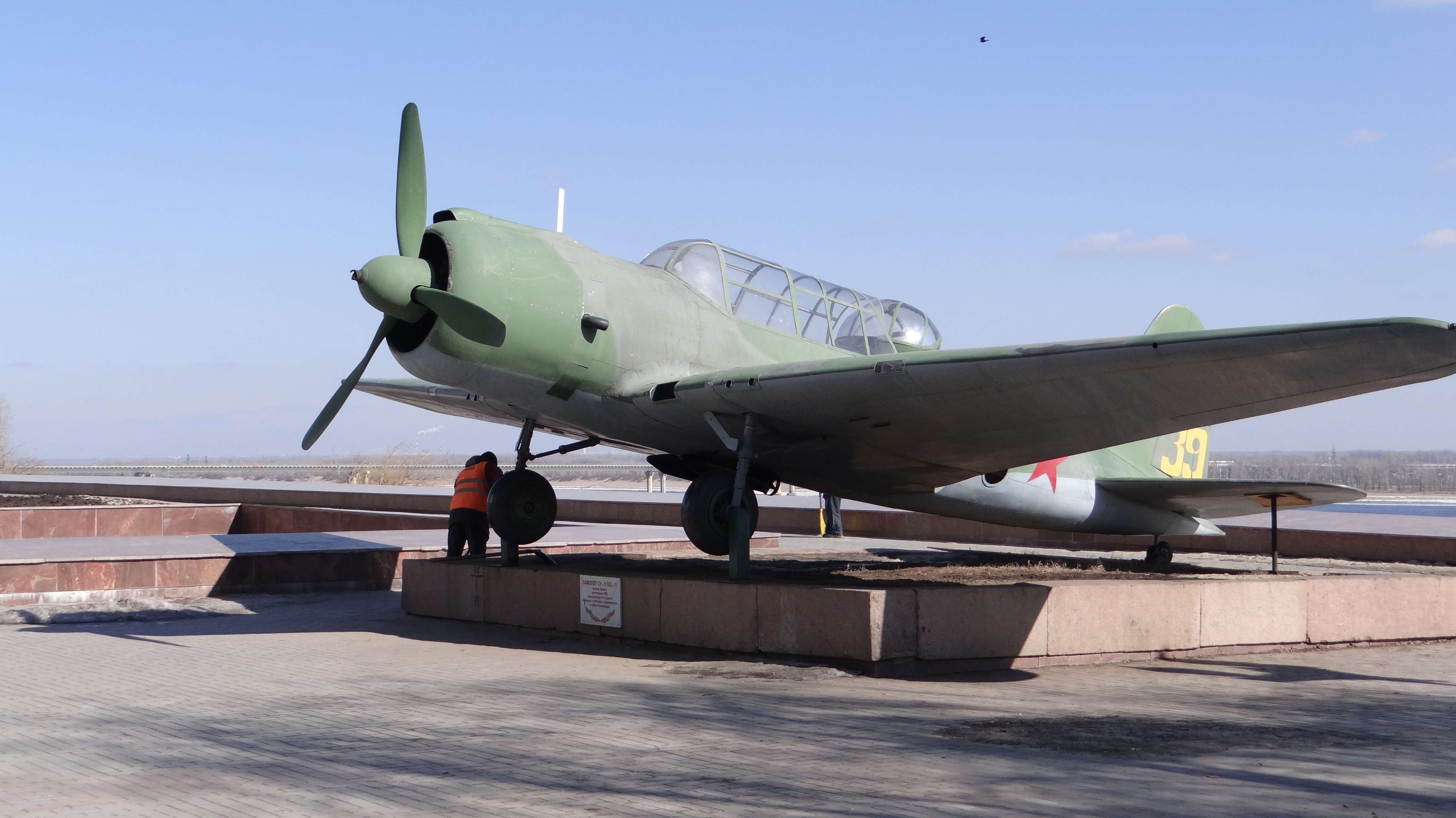
На вооружение полка самолёт Су-2 поступил в октябре 1941 года.

## Наименование полка
- 826-й ближнебомбардировочный авиационный полк (17.10.1941 г.);
- 826-й штурмовой авиационный полк (14.07.1942 г.);
- 826-й штурмовой авиационный Витебский полк (10.07.1944 г.);
- 826-й штурмовой авиационный Витебский ордена Кутузова полк (22.10.1944 г.);
- 826-й штурмовой авиационный Витебский орденов Суворова и Кутузова полк (17.05.1945 г.).

## История и боевой путь полка
826-й ближнебомбардировочный авиационный полк был одной из первых летных частей, сформированный в 10-м запасном авиаполку 1-й запасной штурмовой авиабригады ВВС Приволжского военного округа в Каменке-Белинской Пензенской области. В состав полка вошли опытные летчики, техники и другие специалисты из 52-го ближнебомбардировочного авиаполка, выведенные из боев.
К 17 октября 1941 года полк был сформирован и укомплектован боевыми самолётами Су-2, а 22 мая 1942 г. полк прибыл на Юго-Западный фронт. С 27 мая полк действовал на Юго-Западном фронте в составе ВВС 38-й армии в районе Харькова.
C 12 июня по 14 июля 1942 года полк воевал в составе 270-й бомбардировочной авиадивизии. Полк участвовал в боях Воронежско-Ворошиловградской и Донбасской операциях в районе городов Изюм, Чугуев и Валуйки. Произвел 186 боевых вылетов, уничтожив 92 танка, около 200 автомашин противника. Понеся большие потери летного состава и самолётов, полк выведен на переформирование. 25 июня 1942 года полк получил указание на переформирование и 14 июля убыл в 43-й запасной авиационный полк на аэродром Бобровка (район г. Кинель, Куйбышевской области), где был преобразован в 826-й штурмовой авиационный полк. На вооружение получил самолёты Ил-2.

## Командиры полка
- майор Бокун Алексей Миронович, 17.10.1941 г. — 25.06.1942 г.;

## Участие в операциях и битвах
- Воронежско-Ворошиловградская операция — с 28 июня по 14 июля 1942 года.
- Донбасская оборонительная операция — с 7 по 14 июля 1942 года.